# Epeier
Die Epeier (altgriechisch Ἐπειοί Epeioi) waren ein bereits in der Antike verschollenes Volk im Norden der historischen Landschaft Elis.
Laut dem Schiffskatalog, den Homer – der die Epeier vielfach erwähnt – im zweiten Gesang der Ilias bietet, stellten sie vier Kontingente zu je zehn Schiffen im Trojanischen Krieg auf Seiten der Griechen bereit. Ihre vier Heerführer waren Amphimachos und sein Cousin Thalpios sowie Diores und Polyxeinos. Aus Homer, der vor den vier Heerführern vier elische Orte nennt, schließt man, dass sie in vier Gruppen aufgeteilt waren.
In der Tradition des Epos waren sie die ältesten Bewohner eines Teils von Elis und wurden gleichermaßen Epeier und Eleer genannt. Bereits in der Antike wurde die Beziehung zwischen Epeiern und Eleern diskutiert. Hekataios widersprach im 5. Jahrhundert v. Chr. als erster der Gleichsetzung und ging von zwei unterschiedlichen Völkern aus. Ephoros von Kyme berichtet von Kämpfen zwischen den Epeiern und den von ihnen aus Elis vertriebenen Ätolern. Ausführlich äußert sich Strabon zur Problematik und vermutet eine spätere Verschmelzung beider Völker. Pausanias schließlich überliefert, dass die Epeier ihren Namen von Epeios, dem Sohn des Endymion und Bruder des Aitolos, erhalten hatten, später aber nach dem Neffen des Epeios, Eleios, Eleer genannt wurden.